# Mike Lazzo
Michael Allen Lazzo (LaGrange, 10 de abril de 1958) é um produtor de televisão americano aposentado e ex-vice-presidente executivo sênior em cargo do bloco de programação Adult Swim do Cartoon Network, e seu estúdio de produção, Williams Street.

## Biografia
Lazzo nasceu em LaGrange, Geórgia. Em sua infância, sua família teve que muitas vezes se realocar, fazendo disso dificultoso para ele em fazer amigos. Em vez disso, ele cresceu investindo fortemente na televisão, desenhos (principalmente Astro Boy e Speed Racer), e revistas em quadrinhos. Ele deixou de lado do ensino médio aos 15 e por um tempo trabalhou em um cinema. Em 1984, ele começou a trabalhar no departamento de envio e recebimento da Turner Broadcasting System. Ele gradualmente trabalhou seu caminho ao longo do departamento de programação da Turner nos seguintes anos. Ele entrou para o bloco de programação da TBS, exibido diariamente das 4:30–6PM Eastern time até 1993, quando ele se tornou o primeiro programador na história do Cartoon Network. Em 1994, ele foi o vice-presidente de programação para o Cartoon Network.
Em 1994, Lazzo ajudou a criar o primeiro late-night talk show animado, Space Ghost Coast to Coast, para o Cartoon Network. Sua companhia de produção, Ghost Planet Industries, criou um spin-off de Space Ghost em 1995; Cartoon Planet estreou no TBS mas moveu para Cartoon Network o seguinte ano. Lazzo ajudou a criar Powerpuff Girls, antes de mover para o bloco orientado para adultos do Cartoon Network, Adult Swim.
Em 1997, Lazzo e GPI começou a produção no Toonami, um bloco da tarde de desenhos de ação no Cartoon Network. Em 1999, Lazzo mesmo apareceu em um ensaio do episódio de Space Ghost Coast to Coast, "Fire Ant", em um episódio, "Table Read". Em 2004, ele serviu como o produtor para Miguzi, outro bloco de programação de ação da tarde, desta vez voltado para um público mais jovem.
Em 1999, Ghost Planet Industries mudou seu nome para Williams Street, e o seguinte ano o estúdio começou a desenvolver mais desenhos de comédia não relacionados a Space Ghost voltados para audiências adultas. The Brak Show, Sealab 2021, Harvey Birdman, Attorney at Law, e Aqua Teen Hunger Force todos estreados sem anúncios no Cartoon Network nas manhãs iniciais de dezembro de 2000, quase um ano antes do Adult Swim oficialmente estrear em setembro de 2001. Keith Crofford tem servido como coprodutor executivo de Lazzo desde 1994.
Desde 2006, Lazzo apareceu nove vezes em Robot Chicken de Seth Green, no qual ele dublou uma paródia de si mesmo de 2006 até 2007, e mais tarde Clark Duke dublando Lazzo de 2008 até 2018.
Em 16 de dezembro de 2019, Lazzo aposentou-se da empresa. Em 2021, ele foi listado como ganhador do Prêmio Emmy de Melhor Programa de Animação pelo episódio de Primal, "Plague of Madness". No comentário da primeira temporada de Smiling Friends, os criadores Zach Hadel e Michael Cusack alegam que Lazzo contribuiu para o programa como sua "animação final" para Williams Street, embora ele não seja oficialmente creditado.
Mike Lazzo tem afirmado que seu curta animado favorito de todos os tempos é Nasty Quacks, e que ele tem visto isso centenas de vezes e seu show de TV favorito é The Simpsons.